# سیستم جلوگیری از برخورد ترافیک هوایی
سیستم جلوگیری از برخورد ترافیک هوایی(به انگلیسی: Traffic collision avoidance system) (مخفف انگلیسی: TCAS) بخشی از سیستم جلوگیری از برخورد نیروی هوایی است که برای جلوگیری از برخورد هوایی ساخته شده است و با استفاده از فرستنده هوانوردی از سیستم مراقبت پرواز مستقل عمل می‌کند. این سیستم فضای اطراف هواپیما را پوشش می‌دهد و به سیگنال ارسالی از هواپیماهای دیگر نیز پاسخ می‌دهد.

## تاریخچه
تحقیقات در مورد سیستم‌های جلوگیری از برخورد حداقل از دهه 1950 شروع شده است و صنعت هواپیمایی از سال 1955 با انجمن حمل و نقل هوایی آمریکا (ATA) برای ایجاد یک سیستم جلوگیری از برخورد همکاری داشته است. ایکائو و مقامات هوانوردی مانند اداره هوانوردی فدرال (FAA) پس از تصادف هوایی گرند کنیون در سال 1956 وارد عمل شدند. 